# Autosomal-rezessiver Hydrozephalus
Der Autosomal-rezessive Hydrozephalus ist eine sehr seltene Form des angeborenen Hydrozephalus mit autosomal-rezessivem Erbgang.

## Verbreitung
Die Häufigkeit wird mit unter 1 zu 1.000.000 angegeben, die Vererbung erfolgt autosomal-rezessiv.

## Ursache
Je nach zugrunde liegender Mutation können folgende Typen unterschieden werden:
- HYC1 mit Mutationen im CCDC88C-Gen auf Chromosom 14 Genort q32.11-q32.12[2]
- HYC2 mit Mutationen im MPDZ-Gen auf Chromosom 9 Genort p23[3]
- HYC3 mit Mutationen im WDR81-Gen auf Chromosom 17 Genort p13.3[4]

Abzugrenzen ist der X-chromosomal vererbte angeborene Hydrozephalus (HYCX)  mit Mutationen im L1CAM-Gen Genort q28, das für das neurale Zelladhäsionsmolekül L1 kodiert.
Diagnose und Behandlung entspricht der des Hydrozephalus anderer Genese.
Häufig findet sich eine Aquäduktstenose oder andere Obstruktion des 3. Ventrikels.